# Paulinenaue
Paulinenaue település Németországban, azon belül Brandenburgban. Lakosainak száma 1374 fő (2023. december 31.).

## Népesség
A település népességének változása:
| Lakosok száma | 1298 | 1357 | 1370 | 1360 | 1374 |
|               | 2017 | 2019 | 2021 | 2022 | 2023 |